# Hovertank 3D
Hovertank 3D — компьютерная игра в жанре шутера от первого лица разработанная компанией id Software и изданная Softdisk в апреле 1991 года. Игра стала основой для создания шутеров, продемонстрировав перспективы концепции жанра и технологические возможности, благодаря чему была создана популярная игра Wolfenstein 3D. Игра использует ту же комбинацию масштабируемых спрайтов и рисованных стен, что позже появилось в играх Catacomb 3D и Wolfenstein 3D, но текстуры стен в Hovertank 3D закрашены одним цветом, поскольку игра предназначена для видеоадаптера EGA, отображающего лишь 16 цветов без увеличения яркости пикселей.

## Игровой процесс
Игрок должен управлять танком на воздушной подушке, ища людей, которых игрок должен спасти. На уровнях также много врагов, которые охотятся за людьми и за самим игроком. Игрок может следить за людьми и за врагами с помощью радара в углу экрана. На экране также есть таймер, показывающей сколько осталось времени до падения ядерной бомбы. Когда все живые люди собраны, на уровне появляется жёлтый телепорт, который игрок должен найти, чтобы выиграть. Игрок получает плату, в зависимости от количества спасённых людей и от того, как быстро операция была завершена. В конце уровня танк ремонтируется от полученных повреждений.

## Разработка и выпуск
Группa сотрудников компании Softdisk, назвавшая себя Ideas from the Deep, располагалась в городе Шривпорт, штат Луизиана, где разрабатывала игры для подписчиков журнала Gamer’s Edge. В её состав входили программисты Джон Ромеро и Джон Кармак, геймдизайнер Том Холл, художник Адриан Кармак и менеджер Джей Уилбур. После выпуска Commander Keen in Invasion of the Vorticons, которая была издана Apogee Software в условно-бесплатном формате, команда планировала уйти из Softdisk и основать собственную компанию. Однако Эл Вековиус, владелец Softdisk и их начальник, узнал о их планах и заметил несанкционированное использование ресурсов компании — команда занималась разработкой игры в офисе в рабочее время, а на выходных забирала компьютеры компании домой к Джону Кармаку для продолжения работы. Во время обсуждения с Элом сотрудники не стали скрывать свои планы. После нескольких недель переговоров Ромеро и Кармак согласились заключить контракт на создание нескольких игр для Gamer’s Edge, в рамках которого от них требовалось выпускать по одной игре каждые два месяца.
С февраля 1991 года Ideas from the Deep официально стали самостоятельной фирмой id Software. Новая компания стала использовать в качестве прототипов игры, которые были созданы её членами во время работы в Softdisk. Адриан Кармак использовал в новых играх свой любимый мрачноватый художественный стиль, а Джон Кармак начал экспериментировать с трёхмерной графикой, которая тогда использовалась преимущественно в авиасимуляторах — например, в выпущенном в 1990 году Wing Commander. Он обнаружил, что это связано с ограничениями персональных компьютеров того времени, с трудом справлявшихся с быстрыми трёхмерными экшен-играми из-за большого числа поверхностей, которые им нужно было обрабатывать, но решил, что при дальнейшим росте мощностей компьютеров появление таких игр возможно.
В течение 1991 года Джон Кармак экспериментировал с ограничением количества видимых поверхностей, которые должен отображать компьютер, и создавал уровни, где стены строились по линиям плоской сетки, без произвольных форм и углов. Он также использовал необычный в то время подход с отображением графики с помощью метода бросания лучей, при котором требуется рассчитывать только поверхности, видимые игроку, а не всё окружающее его пространство. За шесть недель Кармак разработал простой трёхмерный движок, в котором для отображения противников использовались анимированные двумерные спрайты. Этот движок был использован в дальнейшем в игре Hovertank 3D, вышедшей в апреле 1991 года, где под контролем игрока находился летающий танк, который нужно было вести между цветными стенами и сражаться на нём с монстрами.
В работе приняли участие Джон Кармак и Джон Ромеро (как программисты), Том Холл (геймдизайн) и Адриан Кармак (художник).
Действие игры происходят во время ядерной войны. Игрок контролирует Брика Слэджа (англ. Brick Sledge), наемника, работающего на неизвестную организацию (в игре упоминается как «UFA»), чтобы спасти людей из городов, находящихся под угрозой ядерной атаки со стороны правительства и со стороны крупных корпораций. Однако, город заполнен людьми-мутантами, странными существами, вооруженными охранниками и танками на воздушной подушке.

## Отзывы и наследие
Hovertank 3D была первой игрой id Software, которая использовала трёхмерную графику и одной из первых трёхмерных игр, которая обновляла изображение в реальном времени. После Hovertank 3D id выпустила Catacomb 3-D, Wolfenstein 3D и Doom, которые существенно повлияли на формирование жанра шутеров от первого лица, а две последние были также крайне успешны.